# Geschiedenis van het onderwijs in Nederland
De geschiedenis van het onderwijs in Nederland in een tijdlijn:
- 1806 - De onderwijswet van 1806 zorgt voor onderwijs op christelijke basis
- 1815 - 'Organiek Besluit (1815)' (Koninklijk Besluit 2 augustus 1815, aangaande de organisatie van het hoger onderwijs)
- 1848 - Vrijheid van Onderwijs komt in de grondwet: hoogtepunt van de schoolstrijd
- 1857 - Onderwijswet van 1857
- 1859 - Voor het eerst rapporteert de overheid de balans van het openbaar basisonderwijs
- 1863 - Nieuwe wet op het Middelbaar onderwijs
- 1866 - Invoering algemene spelling van De Vries en Te Winkel
- 1874 - Kinderwetje van Van Houten, verbood kinderen tot 12 jaar in fabrieken te werken
- 1876 - Nieuwe wet op het Hoger onderwijs
- 1895 - opkomst van het zaakonderwijs van Jan Ligthart, als afzetting tegen het aanschouwend onderwijs
- 1901 - Eerste leerplichtwet in Nederland
- 1909 - Eerste lyceum door Rommert Casimir in Den Haag
- 1910 - Aanname van de Leerplichtwet
- 1914 - Eerste montessorischool
- 1920 - Gelijkstelling van openbaar en bijzonder onderwijs (1917?[1])
- 1923 - Eerste vrije school naar Rudolf Steiner in Den Haag
- 1930 - Eerste Daltonschool (Vijfde Hoogere Burgerschool) in Den Haag
- 1934-1936 - Nieuwe spelling van Marchant
- 1963 - Eerste Jenaplanschool
- 1968 - Nieuw onderwijsbestel door de Mammoetwet
- 1974 - Discussie over middenschool
- 1985 - Invoering basisschool: kleuterschool en lagere school worden samengevoegd
- 1992 - Invoering VBO (voorbereidend onderwijs) de voortzetting van het lager beroepsonderwijs (LBO)
- 1993 - Wet Basisvorming in de onderbouw van de middelbare school
- 1998 - Invoering Tweede Fase: de vakkenpakketten worden vervangen door profielen
- 2003 - Vorming vmbo uit mavo en VBO